# Mezquita de Tremecén
La mezquita de Tremecén (en árabe: الجامع الكبير لتلمسان‎, el-Jemaa el-Kebir litilimcen) fue edificada en 1082 bajo el emirato almorávide de Yusuf ibn Tasufin en Tremecén (actual Argelia), aunque experimentó reformas importantes en la primera mitad del siglo XII bajo el gobierno de su hijo Alí ibn Yusef ibn Tasufin. La ciudad fue recuperada y convertida en un centro importante durante la dominación almorávide en el Magreb occidental y Al-Ándalus.
La gran mezquita aljama almorávide consta de un minarete y la sala de oración con patio de abluciones. La ḥaram o salón de rezo está conformado por varias naves sustentadas en arquerías de herradura ligeramente apuntada. La nave central, dirigida al mihrab y la qibla, es más ancha que las restantes naves laterales. La portada del mihrab sigue el ejemplo del resto de los arcos, aunque enmarcado con un alfiz y rematado en un friso ornamental. La bóveda del mihrab la forman arcos entrecruzados con decoración de ataurique calada en los espacios entre los nervios, y constituye una de las más esbeltas del arte islámico.
Los motivos decorativos adoptan una gran variedad de formas, y están inspirados en el arte taifa andalusí. Estilizadas hojas, palmetas, tallos y flores siguen los modelos de los paneles de estuco del Palacio de la Aljafería de Zaragoza, edificado entre 1065 y 1081, inmediatamente antes de que comenzara la construcción de la mezquita de Tremecén, a donde se trasladaron talleres artísticos hispanoárabes. De este modo el arte taifa influyó decisivamente en el arte musulmán magrebí, cuando almorávides y almohades comenzaron a despojarse de su rigurosa austeridad inicial y buscar ejemplos admirables de arquitectura para dar muestras de su esplendor político.